# Гжегож Карнас
Гжегож Карнас (пол. Grzegorz Karnas; 5 січня 1972 Водзіслав-Шльонський) — польський джазовий вокаліст, музичний продюсер, автор текстів, бенд-лідер.

## Життєпис
Родився 5 січня 1972 року у Водзіславі-Шльонському (Польща). Походить з родини без музичних традицій, зажди шукає потенціал творчої оригінальності. Випускник відомого в Польщі Інституту Джазу Музичної Академії в Катовіцах. Лауреат і переможець багатьох джазових конкурсів, продюсер власних компакт дисків. Успішно виступає на європейських сценах як клубів, так і концертних залів.
В 1988 році він отримав першу нагороду на Міжнародному конкурсі Джазових вокалістів в місті Замошьч (Польща).
Пізніше вийшов його дебютний компакт диск
Рік потому вийшов його дебютний диск «Реинкарнасія» (Nottwo 2002,) презентація якого відбулася на концертах в клубах і на головних польських і словацьких джазових фестивалях.
Літо 2004 року ознаменувало прем'єру виданого самим музикантом авторського диску «Сни» (Ninth Floor Productions 2004), презентація його відбулася в 2005 році серією концертів в Польщі, Чехії та Словації.
Рік 2006 приніс нову продукцію Карнаса під назвою «Балади на кінець світу» Ninth Floor Productions 2006. Формування цієї платівки проходило протягом 2004—2005 років, вже з участю віолончеліста Адама Олешя. Поява свіжих і нових записів ознаменували низку неперевершених концертів у Польщі, Румунії (Sibiu Jazz Festival), Німеччині, а також першу премію на Міжнародному конкурсі джазових вокалістів Young Jazz Singers Competition Brussels в Бельгії. В серпні 2007 року Карнас отримав приз глядацьких симпатій і першу премію на Міжнародному конкурсі CREST JAZZ VOCAL у Франції.

## Дискографія
- 2000 — «Reinkarnasja» (Not Two)
- 2004 — «Sny» (Ninth Floor Production)
- 2006 — «Ballady na Koniec Świata» (Ninth Floor Production)
- 2011 — «Karnas» (Hevhetia)
- 2012 — «Audio Beads» (BMC Records)
- 2014 — «Vanga» (BMC Records)
- 2017 — «Power Kiss» (Hevhetia)

#### за участю Гжегожа Карнаса
- 2008 — Yvonne Sanchez «My Graden» (Warner music)
- 2012 — Jazz City Choir «Jazz City Choir»
- 2012 — Jihye Lee «Goblin Bee (Hevhetia)»
- 2012 — Maria Guraievska «Water Nymphs» (Hevhetia)
- 2012 — Edilson Sanchez «Domingo» (Hevhetia)